# Croquis (manga)
Croquis – jednotomowa manga yaoi autorstwa Hinako Takanagi wydana oryginalnie w roku 2004. W Polsce ukazała się 14 lutego 2011 nakładem wydawnictwa Studio JG. W skład tomiku poza mangą Croquis wchodzą także dwa one-shoty. Moja pierwsza miłość cz.1 i 2 oraz Spadająca gwiazda.

## Opis fabuły
Nagi Sasahara pracuje jako model w Akademii Sztuk Pięknych. Tam poznaje studenta – Kajiego, w którym po wielu zabawnych nieporozumieniach zakochuje się z wzajemnością. Pomimo upływu czasu jednak ich związek nie rusza z miejsca. Nagi zaczyna się obawiać, że problemem jest jego płeć. Okazuje się jednak, że powód dla którego Kaji nie chce ruszyć dalej jest zupełnie odmienny.